# Пламя моей любви
«Пламя моей любви»; в ином русском переводе — «Наша любовь не погаснет» (яп. わが恋は燃えぬ, вага кои ва моэну; англ. Flame of My Love / 	My Love Has Been Burning) — японский чёрно-белый фильм-драма режиссёра Кэндзи Мидзогути по роману Кого Ноды, написанному по автобиографии Хидэко Кагэямы. Фильм вышел на экраны в 1949 году. Прототипами истории стали реальные люди, пытавшиеся изменить ход истории и устоявшийся порядок, столкнувшиеся с препятствиями на пути борьбы за равноправие полов.

## Сюжет
Действие начинает развиваться в 1884 году. Феминистская активистка Тосико Кисида приезжает в город Окаяма, где открыла свою школу Эйко Хираяма. Эйко по природе своей идеалистка и сторонница прогресса; она участвует в проходящих в городе манифестациях в защиту прав женщин. Эйко узнаёт, что Тиё, дочь слуг её семьи, была в буквальном смысле продана жителю Токио, и этот факт весьма расстраивает её. Вскоре школа Эйко будет закрыта властями и она вынуждена поехать в Токио. Здесь она становится обозревателем газеты Либеральной партии и связывает свою жизнь с Кэнтаро Омои, лидером этой партии.
Из-за пожара на фабрике в Титибу, где поджог был устроен Тиё, бывшей служанкой в родительском доме героини, Эйко, Омои и Тиё попадают в тюрьму.
В 1889 году в Японии была принята первая Конституция. Объявляется амнистия, в результате которой Эйко, Омои и Тиё выйдут на свободу. Либеральная партия возрождается. Эйко узнаёт, что Омои, который хочет на ней жениться, держит Тиё в любовницах. Омои кажется совершенно естественным жить одновременно с двумя женщинами. Эйко понимает, что нужно ещё многое сделать, чтобы изменить умы, и готовится к долгой одинокой борьбе, для начала собираясь заново открыть школу в Окаяме. Она уходит от Омои, победившего на выборах. В поезде, уносящем её в родной город, к ней подсаживается Тиё.

## В ролях
...После «Победы женщин», Josei no shôri, 1946 это уже второй откровенно феминистский фильм Мидзогути. В творчестве этого автора, в основной своей массе и словно по велению самой природы посвящённом трагическому положению женщины на всех этапах истории Японии, эти фильмы можно рассматривать как логичное дополнение, неизбежную рационализацию всего глубинного содержания его остальных картин; наконец, как голос надежды, частично противоречащий привычной — довольно безысходной — интонации Мидзогути.
...По силе убедительности, уровню погружения в историю страны, могущественной магии стиля «Пламя моей любви» — несомненно, в числе первых и лучших феминистских фильмов за всю историю кинематографа.
- Кинуё Танака — Эйко Хираяма
- Мицуко Мито — Тиё
- Итиро Сугаи — Кэнтаро Омои
- Кунико Миякэ — Тосико Кисида
- Эйтаро Одзава — Рюдзо Хаясэ
- Садако Савамура — Омоса
- Дзэя Тида — Тасутэ Итагаки
- Эйдзиро Тоно — государственный советник Ито
- Корэя Сэнда — премьер-министр Инагаки
- Синобу Араки — отец Эйко

## Премьеры
- — 15 февраля 1949 года — национальная премьера фильма в Токио[2].
- — 5 января 1979 года премьерный показ в Нью-Йорке[2].

## Номинации
Премия журнала «Кинэма Дзюмпо» (1957)
- Номинация в категории «Лучший фильм года» (по результатам голосования занял лишь 17 место).